# Virginia Slims of Washington 1984
Virginia Slims of Washington 1984 — жіночий тенісний турнір, що проходив на закритих кортах з килимовим покриттям GWU Charles Smith Center у Вашингтоні (США). Належав до Світової чемпіонської серії Вірджинії Слімс 1984. Відбувсь утринадцяте і тривав з 2 січня до 8 січня 1984 року. Шоста сіяна Гана Мандлікова здобула титул в одиночному розряді.

## Фінальна частина

### Одиночний розряд
Гана Мандлікова —  Зіна Гаррісон 6–1, 6–1
- Для Мандлікової це був 1-й титул в одиночному розряді за сезон і 17-й — за кар'єру.

### Парний розряд
Барбара Поттер /  Шерон Волш —  Леслі Аллен /  Енн Вайт 6–1, 6–7, 6–2
- Для Поттер це був 1-й титул за рік і 16-й — за кар'єру. Для Волш це був 1-й титул за рік і 25-й — за кар'єру.

## Розподіл призових грошей
| Дисципліна       | П       | F       | ПФ     | ЧФ     | 1/8    | 1/16   |
| Одиночний розряд | $30,000 | $15,000 | $7,350 | $3,600 | $1,900 | $1,100 |